# Inderagiri
Inderagiri popř. Indragiri je řeka na ostrově Sumatra v Indonésii (Západní Sumatra, Riau). Je přibližně 500 km dlouhá.

## Průběh toku
Pramení v horském hřbetu Barisan. Protéká převážně širokou bažinatou dolinou. Ústí několika rameny do Jihočínského moře.

## Vodní stav
Zdroj vody je převážně dešťový. Řeka má velké množství vody po celý rok.

## Využití
Vodní doprava je možná do vzdálenosti 150 km od ústí.